# Пъстроглава овесарка
Пъстроглава овесарка (Emberiza striolata) е вид птица от семейство Овесаркови (Emberizidae).

## Разпространение
Видът е разпространен от Канарските острови, на изток през югозападна Азия до северозападна Индия и Африка.